# Löpning 4 × 100 meter

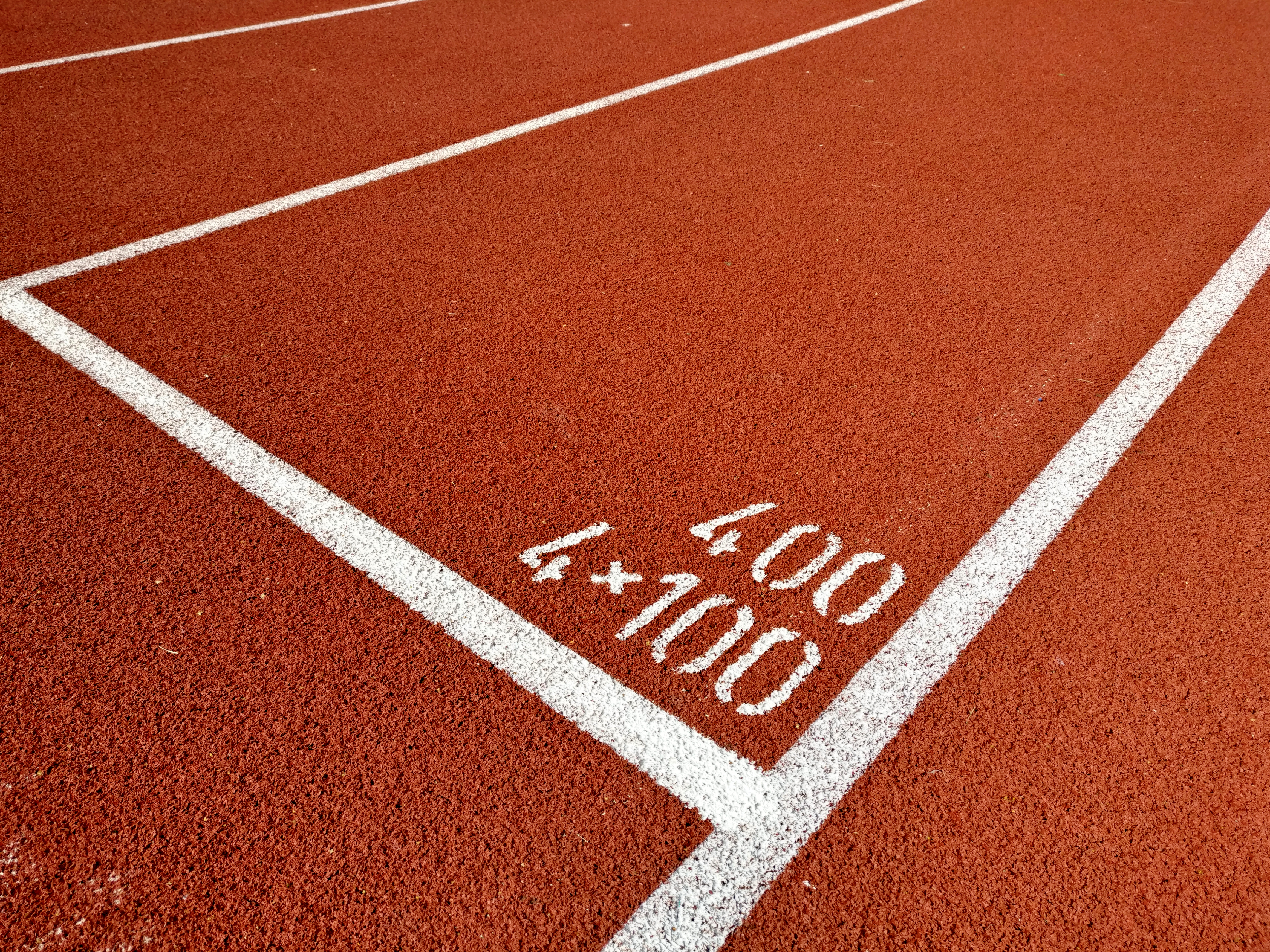
Startlinjen.

4 × 100 meter löpning är en friidrottsgren som springs vid de Olympiska sommarspelen, vid världsmästerskap samt vid andra friidrottsmästerskap (såsom EM, Samväldesspelen eller Finnkampen). 
Till skillnad från den långa stafetten sker hela tävlingen på separata banor. Växling sker vid tre tillfällen genom att en lagmedlem överlämnar en stafettpinne till den lagmedlem som skall ta vid. Växlingen måste ske inom ett speciellt avgränsad 20-metersområde. Överlämnas stafettpinnen utom detta område är växlingen ogiltig och renderar i diskvalificering av hela laget. Detta, tillsammans med att stafettpinnen tappas i samband med försök till växling, är vanligt förekommande i mästerskapskval och finaler.
På herrsidan har Förenta staterna länge varit det dominerande landet genom flertalet vinster i OS- och VM-finaler. Av 22 OS-finaler har amerikanerna vunnit inte mindre än 15 (varav åtta i följd). Övriga OS-titlar har vunnits av Sovjetunionen (två stycken), Storbritannien (två), Kanada (en), Tyskland (en) och Jamaica (en). De två senaste olympiska finalerna har vunnits av Storbritannien (efter en rafflande uppgörelse med Förenta staterna i OS-finalen 2004) och Jamaica (efter en utklassningsseger 2008 då både Förenta staterna och Storbritannien växlat bort sig i försöken). I VM-sammanhang har Förenta staterna vunnit sju guld (laget var först i mål även 2001 men fråntogs 2005 titeln efter att Tim Montgomery befunnits dopad), Kanada två samt Frankrike (2005), Jamaica (2009) och Sydafrika (2001) ett guld vardera. 
I EM-sammanhang är Frankrike framgångsrikast med sex mästerskapstriumfer, följt av Tyskland (fyra), Sovjetunionen och Storbritannien (tre vardera) samt Polen, Sverige, Tjeckoslovakien och Ungern (ett vardera).
Världsrekordet har mellan 1968 och 2004 innehafts av Förenta staterna, med undantag av 1990-1991 då Frankrike "lånade" rekordet. Jamaica utklassade tidigare världsrekordtider genom att springa på 37, 10 vid OS-finalen 2008. Jamaicas nu gällande världsrekord lyder på 36, 84, en tid som noterades av segrarlaget vid OS 2012 bestående av Nesta Carter, Michael Frater, Usain Bolt och Yohan Blake). Förenta staterna sprang under OS 2012 på tiden 37, 04, en tid som före tävlingen skulle ha varit tangerat världsrekord.
På damsidan dominerade länge Östtyskland men på senare år har Förenta staterna varit det främsta laget. I OS-sammanhang har amerikanskorna vunnit nio guld, Tyskland/Östtyskland tre, medan Kanada, Nederländerna, Australien, Polen, Bahamas och Jamaica alla vunnit en gång vardera; senaste guldet vanns av Jamaica. I VM har Förenta staterna vunnit fem guld, Östtyskland/Tyskland två samt Jamaica, Ryssland, Bahamas och Frankrike ett vardera. I EM-sammanhang har Tyskland (inklusive Väst- och Östtyskland) vunnit åtta guld, Sovjetunionen/Ryssland fyra, Frankrike och Polen två samt Nederländerna, Storbritannien och Ukraina (2010) ett vardera.
Världsrekordet noterades av Östtyskland i Canberra den 6 oktober 1985 då Silke Gladisch, Sabine Günther, Ingrid Auerswald och Marlies Göhr sprang i mål på tiden 41,37.

## Rekord

### Män
Uppdaterat den 16 augusti 2017
| Rekord           | Res.  | Lag                                                                                              | Datum             | Plats          |
| ---------------- | ----- | ------------------------------------------------------------------------------------------------ | ----------------- | -------------- |
| Världsrekord     | 36,84 | Jamaica Nesta Carter, Michael Frater, Yohan Blake och Usain Bolt                                 | 11 augusti 2012   | London         |
| Olympiskt rekord | 36,84 | Jamaica Nesta Carter, Michael Frater, Usain Bolt och Yohan Blake                                 | 11 augusti 2012   | London         |
| VM-rekord        | 37,04 | Jamaica Nesta Carter, Michael Frater, Yohan Blake och Usain Bolt                                 | 4 september 2011  | Daegu          |
| EM-rekord        | 37,79 | Frankrike Max Morinière, Daniel Sangouma, Jean-Charles Trouabal och Bruno Marie-Rose             | 1 september 1990  | Split          |
| Afrika           | 37,94 | Nigeria Osmond Ezinwa, Olapade Adeniken, Francis Obikwelu och Davidson Ezinwa                    | 9 augusti 1997    | Aten           |
| Asien            | 37,60 | Japan Ryota Yamagata, Shota Iizuka, Yoshihide Kiryu och Asuka Cambridge                          | 19 augusti 2016   | Rio de Janeiro |
| Europa           | 37,47 | Storbritannien Chijindu Ujah, Adam Gemili, Danny Talbot och Nethaneel Mitchell-Blake             | 12 augusti 2017   | London         |
| Nordamerika      | 36,84 | Jamaica Nesta Carter, Michael Frater, Yohan Blake och Usain Bolt                                 | 11 augusti 2012   | London         |
| Oceanien         | 38,17 | Australien Tim Jackson, Paul Henderson, Damien Marsh och Steve Brimacombe                        | 12 augusti 1995   | Göteborg       |
| Sydamerika       | 37,90 | Brasilien André Domingos da Silva, Vicente de Lima, Édson Luciano Ribeiro och Claudinei da Silva | 30 september 2000 | Sydney         |

### Kvinnor
Uppdaterat den 17 juli 2008
| Rekord           | Res.    | Lag                                                                                                  | Datum            | Plats       |
| ---------------- | ------- | --- | ---------------- | ----------- |
| Världsrekord     | 40,82   | USA                                                                                                  | 10 augusti 2012  | London      |
| Olympiskt rekord | 40,82   | USA                                                                                                  | 10 augusti 2012  | London      |
| VM-rekord        | 41,47   | Förenta staterna Chryste Gaines, Marion Jones, Inger Miller och Gail Devers                          | 9 augusti 1997   | Aten        |
| EM-rekord        | 41,68   | Östtyskland Silke Gladisch-Möller, Sabine Rieger-Günther, Ingrid Auserwald och Marlies Göhr          | 1 september 1990 | Split       |
| Afrika           | 42,39   | Nigeria Beatrice Utondu, Faith Idehen, Christy Opara-Thompson och Mary Onyali-Omagbemi               | 7 augusti 1992   | Barcelona   |
| Asien            | 42,23   | Sichuan Xuemei Li, Xiaomei Liu, Yali Li och Lin Xiao                                                 | 31 oktober 1997  | Shanghai    |
| Europa           | 41,37   | Östtyskland Silke Gladisch-Möller, Sabine Rieger-Günther, Ingrid Auerswald-Lange och Marlies Göhr    | 6 oktober 1985   | Canberra    |
| Nordamerika      | 41,47   | Förenta staterna Chryste Gaines, Marion Jones, Inger Miller och Gail Devers                          | 9 augusti 1997   | Aten        |
| Oceanien         | 42,99 A | Australien Rachael Massey, Jodi Lambert, Suzanne Broadrick och Melinda Gainsford-Taylor              | 18 mars 2000     | Pietersburg |
| Sydamerika       | 42,97 A | Brasilien Rosemar Maria Neto, Luciana dos Santos, Katia Regina Santos och Lucimar Aparecida de Moura | 10 juli 2004     | Bogotá      |

## Mästerskapsmedaljörer, herrar

### Olympiska spel
| OS   | Guld                                                                                     | Silver                                                                             | Brons                                                                                    |
| ---- | ---------------------------------------------------------------------------------------- | ---------------------------------------------------------------------------------- | ---------------------------------------------------------------------------------------- |
| 1912 | Storbritannien 42,4 David Jacobs Henry Macintosh Victor d'Arcy William Applegarth        | Sverige Ivan Möller Charles Luther Thure Persson Knut Lindberg                     | -                                                                                        |
| 1920 | Förenta staterna 42,2 (WR) Charles Paddock Jackson Scholz Loren Murchison Morris Kirksey | Frankrike René Lorain René Tirard René Mourlon Émile Ali-Khan                      | Sverige Agne Holmström William Pettersson Sven Malm Nils Sandström                       |
| 1924 | Förenta staterna 41,0 (=WR) Louis Clarke Frank Hussey Alfred LeConey Loren Murchison     | Storbritannien Harold Abrahams Walter Rangeley William Nichol Lancelot Royle       | Nederländerna Jan de Vries Jacob Boot Harry Broos Marinus van den Berge                  |
| 1928 | Förenta staterna 41,0 (=WR) Frank Wykoff James Quinn Charles Borah Henry Russell         | Tyskland Georg Lammers Richard Corts Hubert Houben Helmut Körnig                   | Storbritannien Cyril Gill Edward Smouha Walter Rangeley Jack London                      |
| 1932 | Förenta staterna 40,0 (WR) Bob Kiesel Emmett Toppino Hector Dyer Frank Wykoff            | Tyskland Helmut Körnig Friedrich Hendrix Erich Borchmeyer Arthur Jonath            | Italien Giuseppe Castelli Ruggero Maregatti Gabriele Salviati Edgardo Toetti             |
| 1936 | Förenta staterna 39,8 (WR) Jesse Owens Ralph Metcalfe Foy Draper Frank Wykoff            | Italien Orazio Mariani Gianni Caldana Elio Ragni Tullio Gonnelli                   | Tyskland Wilhelm Leichum Erich Borchmeyer Erwin Gillmeister Gerd Hornberger              |
| 1948 | Förenta staterna 40,6 Barney Ewell Lorenzo Wright Harrison Dillard Mel Patton            | Storbritannien John Archer John Gregory Alastair McCorquodale Kenneth Jones        | Italien Michele Tito Enrico Perucconi Antonio Siddi Carlo Monti                          |
| 1952 | Förenta staterna 40,1 Finis Dean Smith Harrison Dillard Lindy Remigino Andy Stanfield    | Sovjetunionen Boris Tokarew Levan Kaljajev Lewan Sanadze Wladimir Sucharew         | Ungern László Zarándi Géza Varasdi György Csányi Béla Goldoványi                         |
| 1956 | Förenta staterna 39,5 (WR) Thane Baker Leamon King Bobby Morrow Ira Murchison            | Sovjetunionen Leonid Bartenev Boris Tokarew Juri Konowalow Wladimir Sucharew       | Tyskland Heinz Fütterer Manfred Germar Lothar Knörzer Leonhard Pohl                      |
| 1960 | Tyskland 39,5 (=WR) Bernd Cullmann Armin Hary Walter Mahlendorf Martin Lauer             | Sovjetunionen Gusman Kosanow Leonid Bartenev Juri Konowalow Edvins Ozolin          | Storbritannien Peter Radford David Jones David Segal Nick Whitehead                      |
| 1964 | Förenta staterna 39,0 (WR) Otis Drayton Gerald Ashworth Richard Stebbins Bob Hayes       | Polen Andrzej Zieliński Wiesław Maniak Marian Foik Marian Dudziak                  | Frankrike Paul Genevay Bernard Laidebeur Claude Piquemal Jocelyn Delecour                |
| 1968 | Förenta staterna 38,24 (WR) Charles Greene Melvin Pender Ronnie Ray Smith Jim Hines      | Kuba Hermes Ramírez Juan Morales Pablo Montes Enrique Figuerola                    | Frankrike Gérard Fénouil Jocelyn Delecour Claude Piquemal Roger Bambuck                  |
| 1972 | Förenta staterna 38,19 (WR) Larry Black Robert Taylor Gerald Tinker Edward Hart          | Sovjetunionen Aleksandr Korneljuk Vladimir Lovetskij Juris Silovs Walerij Borsow   | Västtyskland Jobst Hirscht Karlheinz Klotz Gerhard Wucherer Klaus Ehl                    |
| 1976 | Förenta staterna 38,33 Harvey Glance Johnny Jones Millard Hampton Steve Riddick          | Östtyskland Manfred Kokot Jörg Pfeifer Klaus-Dieter Kurrat Alexander Thieme        | Sovjetunionen Aleksandr Aksinin Nikolaj Kolesnikov Juris Silovs Walerij Borsow           |
| 1980 | Sovjetunionen 38,26 Vladimir Muravjov Nikolaj Sidorov Aleksandr Aksinin Andrej Prokofjev | Polen Krzysztof Zwoliński Zenon Licznerski Leszek Dunecki Marian Woronin           | Frankrike Antoine Richard Pascal Barré Patrick Barré Hermann Panzo                       |
| 1984 | Förenta staterna 37,83 (WR) Sam Graddy Ron Brown Calvin Smith Carl Lewis                 | Jamaica Albert Lawrence Greg Meghoo Donald Quarrie Raymond Stewart                 | Kanada Ben Johnson Tony Sharpe Desai Williams Sterling Hinds                             |
| 1988 | Sovjetunionen 38,19 Viktor Bryzhin Vladimir Krilov Vladimir Muravjov Vitalij Savin       | Storbritannien Elliot Bunney John Regis Michael McFarlane Linford Christie         | Frankrike Bruno Marie-Rose Daniel Sangouma Gilles Quénéhervé Max Morinière               |
| 1992 | Förenta staterna 37,40 (WR) Carl Lewis Dennis Mitchell Leroy Burrell Mike Marsh          | Nigeria Oluyemi Kayode Chidi Imoh Olapade Adeniken Davidson Ezinwa                 | Kuba Andrés Simón Joel Lamela Joel Isasi Jorge Aguilera                                  |
| 1996 | Kanada 37,69 (NR) Robert Esmie Glenroy Gilbert Bruny Surin Donovan Bailey                | Förenta staterna Jon Drummond Tim Harden Mike Marsh Dennis Mitchell                | Brasilien Arnaldo da Silva Robson Caetano da Silva Édson Ribeiro André Domingos da Silva |
| 2000 | Förenta staterna 37,61 Jon Drummond Bernard Williams Brian Lewis Maurice Greene          | Brasilien Vicente de Lima Édson Ribeiro André Domingos da Silva Claudinei da Silva | Kuba José Angel Cesar Luis Alberto Pérez-Rionda Iván García Freddy Mayola                |
| 2004 | Storbritannien 38,07 Jason Gardener Darren Campbell Marlon Devonish Mark Lewis-Francis   | Förenta staterna Shawn Crawford Justin Gatlin Coby Miller Maurice Greene           | Nigeria Olusoji Fasuba Uchenna Emedolu Aaron Egbele Deji Aliu                            |
| 2008 | Jamaica 37,10 (WR) Nesta Carter Michael Frater Usain Bolt Asafa Powell                   | Trinidad och Tobago Keston Bledman Marc Burns Emmanuel Callender Richard Thompson  | Japan Naoki Tsukahara Shingo Suetsugu Shinji Takahira Nobuharu Asahara                   |

### Världsmästerskap
| VM   | Guld | Silver                                                                                              | Brons |
| ---- | --- | --------------------------------------------------------------------------------------------------- | --- |
| 1983 | Förenta staterna 37,86 (WR) Emmit King Willie Gault Calvin Smith Carl Lewis                             | Italien 38,37 (NR) Stefano Tilli Carlo Simionato Pierfrancesco Pavoni Pietro Mennea                 | Sovjetunionen 38,41 Andrei Prokofjew Nikolai Sidorow Wladimir Murawjow Wiktor Brysgin                                      |
| 1987 | Förenta staterna 37,90 Lee McRae Lee McNeill Harvey Glance Carl Lewis                                   | Sovjetunionen 38,02 (ER) Alexander Jewgenjew Wiktor Brysgin Wladimir Murawjow Wladimir Krylow       | Jamaica 38,41 John Mair Andrew Smith Clive Wright Raymond Stewart                                                          |
| 1991 | Förenta staterna 37,50 (WR) Andre Cason Leroy Burrell Dennis Mitchell Carl Lewis                        | Frankrike 37,87 Max Morinière Daniel Sangouma Jean-Charles Trouabal Bruno Marie-Rose                | Storbritannien 38,09 Tony Jarrett John Regis Darren Braithwaite Linford Christie                                           |
| 1993 | Förenta staterna 37,48 37,40 (=WR) i semifinalen Jon Drummond Andre Cason Dennis Mitchell Leroy Burrell | Storbritannien 37,77 (ER) Colin Jackson Tony Jarrett John Regis Linford Christie                    | Kanada 37,83 (NR) Robert Esmie Glenroy Gilbert Bruny Surin Atlee Mahon                                                     |
| 1995 | Kanada 38,31 Robert Esmie Glenroy Gilbert Bruny Surin Donovan Bailey                                    | Australien 38,50 Paul Henderson Tim Jackson Steve Brimacombe Damien Marsh                           | Italien 39,07 Giovanni Puggioni Ezio Madonia Angelo Cipolloni Sandro Floris                                                |
| 1997 | Kanada 37,86 Robert Esmie Glenroy Gilbert Bruny Surin Donovan Bailey                                    | Nigeria 38,07 Osmond Ezinwa Olapade Adeniken Francis Obikwelu Davidson Ezinwa                       | Storbritannien 38,14 Darren Braithwaite Darren Campbell Douglas Walker Julian Golding                                      |
| 1999 | Förenta staterna 37,59 Jon Drummond Tim Montgomery Brian Lewis Maurice Greene                           | Storbritannien 37,73 (ER) Jason Gardener Darren Campbell Marlon Devonish Dwain Chambers             | Brasilien 38,05 (SR) Raphael Raymundo de Oliveira Claudinei Quirino da Silva Edson Luciano Ribeiro André Domingos da Silva |
| 2001 | Sydafrika 38,47 (NR) Morne Nagel Corne du Plessis Lee-Roy Newton Matthew Quinn                          | Trinidad och Tobago 38,58 (NR) Marc Burns Ato Boldon Jacey Harper Darrel Brown                      | Australien 38,83 Matt Shirvington Paul Di Bella Steve Brimacombe Adam Basil                                                |
| 2003 | Förenta staterna 38,06 John Capel Bernard Williams Darvis Patton Joshua J. Johnson                      | Brasilien 38,26 Vicente de Lima Edson Luciano Ribeiro André Domingos da Silva Claudio Roberto Souza | Nederländerna 38,87 Timothy Beck Troy Douglas Patrick van Balkom Caimin Douglas                                            |
| 2005 | Frankrike 38,08 Ladji Doucouré Ronald Pognon Eddy de Lépine Lueyi Dovy                                  | Trinidad och Tobago 38,10 (NR) Kevon Pierre Marc Burns Jacey Harper Darrel Brown                    | Storbritannien 38,27 Jason Gardener Marlon Devonish Christian Malcolm Mark Lewis-Francis                                   |
| 2007 | Förenta staterna 37,78 Darvis Patton Wallace Spearmon Tyson Gay Leroy Dixon                             | Jamaica 37,89 (NR) Marvin Anderson Usain Bolt Nesta Carter Asafa Powell                             | Storbritannien 37,90 Christian Malcolm Craig Pickering Marlon Devonish Mark Lewis-Francis                                  |
| 2009 | Jamaica 37,31 (MR) Usain Bolt Michael Frater Steve Mullings Asafa Powell                                | Trinidad och Tobago 37,62 (NR) Darrel Brown Marc Burns Emmanuel Callander Richard Thompson          | Storbritannien 38,02 Simeon Williamson Tyrone Edgar Marlon Devonish Harry Aikines-Aryeetey                                 |

### Europamästerskap
| EM    | Guld                                                                                             | Silver                                                                               | Brons                                                                                          |
| ----- | ------------------------------------------------------------------------------------------------ | ------------------------------------------------------------------------------------ | ---------------------------------------------------------------------------------------------- |
| 1934  | Tyskland 41,0 Egon Schein Erwin Gillmeister Gerd Hornberger Erich Borchmeyer                     | Ungern 41,4 László Forgács József Kovács József Sir Gyula Gyenes                     | Nederländerna 41,6 Martinus Osendarp Tjeerd Boersma Robert Jansen Christiaan Berger            |
| 1938  | Tyskland 40,9 (MR) Manfred Kersch Gerd Hornberger Karl Neckermann Jakob Scheuring                | Sverige 41,1 Gösta Klemming Åke Stenqvist Lennart Lindgren Lennart Strandberg        | Storbritannien 41,2 Maurice Scarr Godfrey Brown Arthur Sweeney Ernest Page                     |
| 1946  | Sverige 41,5 Stig Danielsson Inge Nilsson Olle Laessker Stig Håkansson                           | Frankrike 42,0 Agathon Lepève Julien Lebas Pierre Gonon René Valmy                   | Tjeckoslovakien 42,2 Mirko Paráček Leopold Láznička Miroslav Řihošek Jiří David                |
| 1950  | Sovjetunionen 41,5 Vladimir Sucharev Lev Kaljajev Levan Sanadse Nikolaj Karakulov                | Frankrike 41,8 Etienne Bally Jacques Perlot Yves Camus Jean-Pierre Guillon           | Sverige 41,9 Göte Kjellberg Leif Christersson Stig Danielsson Hans Rydén                       |
| 1954  | Ungern 40,6 (MR) László Zarándi Géza Varasdi György Csányi Béla Goldoványi                       | Storbritannien 40,8 Kenneth Box George Ellis Kenneth Jones Brian Shenton             | Sovjetunionen 40,9 Boris Tokarev Viktor Ryabov Levan Sanadse Leonid Bartanev                   |
| 1958  | Västtyskland 40,2 (MR) Walter Mahlendorf Armin Hary Heinz Fütterer Manfred Germar                | Storbritannien 40,4 Peter Radford Roy Sandström David Segal Adrian Breacker          | Sovjetunionen 40,4 Boris Tokarev Edvin Osolin Juri Konovalov Leonid Bartanev                   |
| 1962  | Västtyskland 39,5 (MR) Klaus Ulonska Peter Gamper Hans-Joachim Bender Manfred Germar             | Polen 39,5 Jerzy Juskowiak Andrzej Zieliński Zbigniew Syka Marian Foik               | Storbritannien 39,8 Alfred Meakin Ron Jones Berwyn Jones David Jones                           |
| 1966  | Frankrike 39,4 (MR) Marc Berger Jocelyn Delecour Claude Piquemal Roger Bambuck                   | Sovjetunionen 39,8 Edvin Osolin Armin Tujakov Boris Savtjuk Nikolaj Ivanov           | Västtyskland 39,8 Hans-Jürgen Felsen Gert Metz Dieter Enderlein Manfred Knickenberg            |
| 1969  | Frankrike 38,8 (MR) Alain Sarteur Patrick Bourbeillon Gérard Fenouil François Saint-Gilles       | Sovjetunionen 39,3 Alexander Lebedev Wladislaw Sapeja Nikolaj Ivanov Valerij Borosov | Tjeckoslovakien 39,5 Ladislav Kříž Dionys Szögedi Jiří Kynos Ludvík Bohman                     |
| 1971  | Tjeckoslovakien 39,32 Ladislav Kříž Juraj Demec Jíři Kynos Ludvík Bohman                         | Polen 39,72 Gerard Gramse Tadeusz Cuch Zenon Nowosz Marian Dudziak                   | Italien 39,78 Vincenzo Guerini Pietro Mennea Pasqualino Abeti Ennio Preatoni                   |
| 1974  | Frankrike 38,69 (MR) Lucien Sainte-Rose Joseph Arame Bruno Cherrier Dominique Chauvelot          | Italien 38,88 Vincenzo Guerini Norberto Oliosi Luigi Benedetti Pietro Mennea         | Östtyskland 38,99 Manfred Kokot Michael Droese Hans-Jürgen Bombach Siegfried Schenke           |
| 1978  | Polen 38,58 (MR) Zenon Nowosz Zenon Licznerski Leszek Dunecki Marian Woronin                     | Östtyskland 38,78 Manfred Kokot Eugen Ray Olaf Prenzler Alexander Thieme             | Sovjetunionen 38,82 Sergej Vladimirsev Nikolaj Kolesnikov Alexander Aksinin Vladimir Ignatenko |
| 1982  | Sovjetunionen 38,60 Sergej Solokov Alexander Aksinin Andrej Prokofjev Nikolaj Sidorov            | Östtyskland 38,71 Detlef Kübeck Olaf Prenzler Thomas Munkelt Frank Emmelmann         | Västtyskland 38,71 Christian Zirkelbach Christian Haas Peter Klein Erwin Skamrahl              |
| 1986  | Sovjetunionen 38,29 (MR) Alexander Jevgenjev Nikolaj Juschmanov Vladimir Muravjov Viktor Brysgin | Östtyskland 38,64 Thomas Schröder Steffen Bringmann Olaf Prenzler Frank Emmelmann    | Storbritannien 38,71 Elliot Bunney Daley Thompson Michael McFarlane Linford Christie           |
| 1990  | Frankrike 37,79 (VR) Max Morinière Daniel Sangouma Jean-Charles Trouabal Bruno Marie-Rose        | Storbritannien 37,98 Darren Braithwaite John Regis Marcus Adam Linford Christie      | Italien 38,39 Mario Longo Ezio Madonia Sandro Floris Stefano Tilli                             |
| 1994  | Frankrike 38,57 Hermann Lomba Eric Perrot Jean-Charles Trouabal Daniel Sangouma                  | Ukraina 38,98 Sergej Osovich Oleg Kramarenko Dmitri Vanaikin Vladislav Dologodin     | Italien 38,99 Ezio Madonia Domenico Nettis Giorgio Marras Sandro Floris                        |
| 1998  | Storbritannien 38,52 Allyn Condon Darren Campbell Douglas Walker Julian Golding                  | Frankrike 38,87 Thierry Lubin Frédéric Krantz Christophe Cheval Needy Guims          | Polen 38,98 Marcin Krzywanski Marcin Nowak Piotr Balcerzak Ryszard Pilarczyk                   |
| 2002* | Ukraina 38,53 Konstantin Vasjukov Konstantin Rurak Anatoli Dovgal Alexander Kajdasch             | Polen 38,71 Ryszard Pilarczyk Łukasz Chyła Marcin Nowak Marcin Urbaś                 | Tyskland 38,88 Ronny Ostwald Marc Blume Alexander Kosenkow Christian Schacht                   |
| 2006  | Storbritannien 38,91 Dwain Chambers Darren Campbell Marlon Devonish Mark Lewis-Francis           | Polen 39,05 Przemysław Rogowski Łukasz Chyła Marcin Jędrusiński Dariusz Kuć          | Frankrike 39,07 Oudere Kankarafou Ronald Pognon Fabrice Calligny David Alerte                  |
| 2010  | Frankrike 38,11 Jimmy Vicaut Christophe Lemaitre Pierre-Alexis Pessonneaux Martial Mbandjock     | Italien 38,17 Roberto Donati Simone Collio Emanuele di Gregorio Maurizio Checcucci   | Tyskland 38,44 Tobias Unger Marius Broening Alexander Kosenkow Martin Keller                   |

2002 års EM-final vanns av  Storbritannien (Christian Malcolm, Darren Campbell, Marlon Devonish och Dwain Chambers) på tiden 38,19 men laget fråntogs segern efter att Chambers testat positivt för THG.